# Vignoble d'Aragon

Les différents terroirs du vignoble d'Aragon

Le vignoble d'Aragon, est une entité économique qui regroupe différents terroirs de la communauté autonome d'Aragon, Espagne. Il y a quatre appellations d'origine contrôlée et six Indications géographiques de vinos de la tierra de Aragón. Quelques localités font partie de l'appellation Cava

## Cépages autorisés et conseillés dans la région
- Cépages conseillés :
  - Blancs : Macabeu ou Viura, Chardonnay, Grenache blanc, gewurztraminer, Muscat d'Alexandrie et Riesling.
  - Rouges : Mazuela, Cabernet Sauvignon, Merlot, Tempranillo ou Cencibel, Grenache, Grenache Pelu, Moristel, Juan Ibáñez, Concejón, Pinot poir.
- Cépages autorisés :
  - Blancs : Alcañón, Chenin Malvoisie ou Rojal, Muscat blanc à petits grains, Parellada, Robal, Sauvignon Blanc et Xarel-lo.
  - Rouges : Bobal, Cabernet Franc, Derechero Grenache Tintorera, Graciano, Miguel del Arco, Monastrell, Parraleta, nom local du Graciano et Syrah.

## Vinos de la Tierra
Vino de la Tierra est une Indication géographique utilisée pour désigner les vins de table élaborés avec des cépages cultivés dans la Communauté d'Aragon. Sous cette indication protégée on produit des vins rouges, blancs et rosés.

### Vino de la Tierra de Bajo Aragón
L'Indication géographique Vino de la Tierra de Bajo Aragón, réglementée en 2006, désigne les vins originaires du Bas Aragon entre les provinces de Saragosse et Teruel. Les catégories de vins admises sont : blancs au degré minimum de 11º d'alcool naturel, 11,5º pour les rosés et 12º pour les rouges.

#### Cépages
- Blancs : Macabeu, Chardonnay et Grenache blanc.
- Rouges : Mazuela, Cabernet Sauvignon, Merlot, Tempranillo, Grenache, Derechero et Syrah.

#### Zone de production
La zone de production inclut les localités suivantes :
- Dans la province de Teruel : Aguaviva, Alacón, Albalate del Arzobispo, Alcaine, Alcañiz, Alcorisa, Alloza, Andorra, Arens de Lledó, Ariño, Azaila, Beceite, Belmonte de San José, Berge, Blesa, Calaceite, Calanda, La Cañada de Verich, Castelserás, Castellote, Cretas, La Cerollera, Cortes de Aragón, Fórnoles, Foz-Calanda, La Fresneda, Fuentespalda, Gargallo, La Ginebrosa, La Hoz de la Vieja, Híjar, Huesa del Común, Josa, Lledó, Mas de las Matas, Mazaleón, Monroyo, Muniesa, Las Parras de Castellote, Obón, Oliete, Peñarroya de Tastavins, Plou, La Portellada, Ráfales, Samper de Calanda, Seno, Torre de Arcas, Torre del Compte, Torrecilla de Alcañiz, Torrevelilla, Urrea de Gaén, Valdealgorfa, Valderrobres, Valdeltormo, Valjunquera et Vinaceite.
- Dans la province de Saragosse : Almochuel, Almonacid de la Cuba, Azuara, Belchite, Caspe, Codo, Fabara, Fayón, Fuendetodos, Herrera de los Navarros, Jaulín, Lagata, Lécera, Letux, Maella, Mequinenza, Moneva, Moyuela, Nonaspe, Plenas, Puebla de Alborton, Samper del Salz, Valmadrid et Villar de los Navarros.

### Vino de la Tierra Ribera del Gállego-Cinco Villas
L'Indication géographique Vino de la Tierra Ribera del Gállego-Cinco Villas, réglementée en 2003, désigne les vins originaires de la vallée du Gállego et de la comarque des Cinco Villas, dans les provinces de Saragosse et Huesca. Les catégories de vins admises sont : blancs au degré minimum de 11º d'alcool naturel, 11,5º pour les rosés et 12º pour les rouges.

#### Cépages
- Blancs : Macabeu et Grenache blanc.
- Rouges : Moristel, Mazuela, Cabernet Sauvignon, Merlot, Tempranillo, Grenache, et Syrah.

#### Zone de production
La zone de production inclut les localités suivantes :
- Dans la province de Huesca : Agüero, Alcalá de Gurrea, Almudévar, Ayerbe, Biscarrués, Gurrea de Gállego, La Sotonera, Loarre, Los Corrales et Lupiñén-Ortilla.
- Dans la province de Saragosse : Ardisa, Biota, Castejón de Valdejasa, Ejea de los Caballeros, Erla, Las Pedrosas, Leciñena, Luna, Murillo de Gállego, Perdiguera, Piedratajada, Puendeluna, Tauste, Sádaba, San Mateo de Gállego, Santa Eulalia de Gállego, Saragosse, Sierra de Luna, Uncastillo, Valpalmas, Villanueva de Gállego et Zuera.

### Vino de la Tierra Ribera del Jiloca
L'Indication géographique Vino de la Tierra Ribera del Jiloca, réglementée en 2005, désigne les vins originaires de la vallée du Jiloca au Sud-Ouest de l'Aragon, entre les provinces de Saragosse et Teruel. 

#### Cépages
- Blancs : Macabeu, Chardonnay et Grenache blanc.
- Rouges : Robal (variété autochtone), Moristel, Monastrell, Bobal, Mazuela, Cabernet Sauvignon, Merlot, Graciano, Tempranillo, Grenache, et Syrah.

#### Zone de production
La zone de production inclut les localités suivantes :
- Dans la province de Teruel : Báguena, Burbáguena, Calamocha, inclut Lechago et Luco de Jiloca, Fuentes Claras et San Martín del Río.
- Dans la province de Saragosse : Anento, Balconchán, Daroca, Langa del Castillo, Mainar, Manchones, Murero, Nombrevilla, Orcajo, Retascón, Val de San Martín, Valdehorna, Villafeliche et Villanueva de Jiloca.

#### Caves
- Cooperativa Santo Tomás de Aquino
- Cooperativa del Campo San Martín
- Cooperativa del Campo Gil de Bernabé

### Vino de la Tierra de Ribera del Queiles
L'Indication géographique Vino de la Tierra de Ribera del Queiles, réglementée en 2003, désigne les vins originaires de la vallée du Queiles à l'Ouest de l'Aragon, dans la province de Saragosse et Navarre. 

#### Cépages
- Rouges : Cabernet Sauvignon, Merlot, Graciano, Tempranillo, Grenache et Syrah

#### Zone de production
La zone de production inclut les localités suivantes :
- Dans la province de Saragosse : Grisel, Lituénigo, Los Fayos, Malón, Novallas, Santa Cruz de Moncayo, Tarazona, Torrellas et Vierlas
- Dans la Communauté forale de Navarre : Ablitas, Barillas, Cascante, Monteagudo, Murchante, la partie Sud de l'Èbre de Tudela et Tulebras.

### Vino de la Tierra de Valdejalón
L'Indication géographique Vino de la Tierra de Valdejalón, réglementée en 1998, désigne les vins originaires de la vallée du Jalón à l'Ouest de l'Aragon, dans la province de Saragosse. Les catégories de vins admises sont : blancs au degré minimum de 11º d'alcool naturel, 12º pour les rosés, 12,5º pour les rouges et 15º pour les vins liquoreux.

#### Cépages
- Blancs : Macabeu, Grenache blanc, Chardonnay et Muscat d'Alexandrie.
- Rouges : Monastrell, Mazuela, Cabernet Sauvignon, Merlot, Tempranillo, Grenache Graciano et Syrah.

#### Zone de production
La zone de production inclut les localités suivantes :
Aranda de Moncayo, Arándiga, Bárboles, Bardallur, Brea de Aragón, Calatorao, Calcena, Cuarte de Huerva, Chodes, Epila, Figueruelas, Gotor, Grisén, Illueca, Jarque de Moncayo, La Almunia de Doña Godina, Lucena de Jalón, Lumpiaque, Mesones de Isuela, Morata de Jalón, Morés, incluant Purroy, Nigüella, Oseja, Pedrola, Plasencia de Jalón, Pleitas, Ricla, Rueda de Jalón, Salillas de Jalón, Sabiñán, Santa Cruz de Grío, Saragosse, Sestrica, Tierga, Trasobares et Urrea de Jalón.

### Vino de la Tierra Valle del Cinca

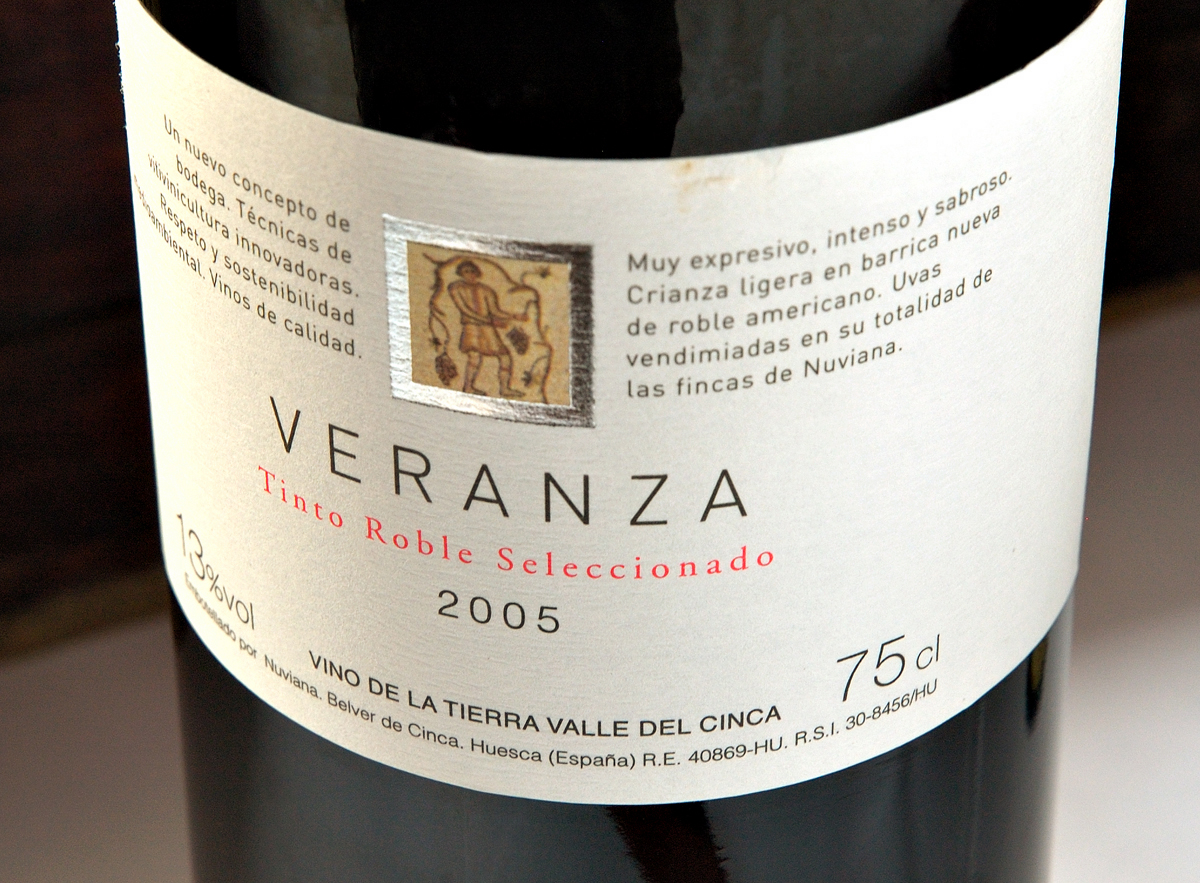
Etiquette de 'Vino de la Tierra Valle del Cinca'.

L'Indication géographique Vino de la Tierra Valle del Cinca, réglementée en 2005, désigne les vins originaires de la vallée du Cinca à l'Est de l'Aragon, dans la province de Huesca. Les catégories de vins admises sont : blancs au degré minimum de 11º d'alcool naturel, 11,5º pour les rosés et 12º pour les rouges.

#### Cépages
- Blancs : Macabeu, Grenache blanc, Chardonnay, Muscat d'Alexandrie, Sauvignon Blanc, Chenin, Gewurztraminer, Malvoisie et Riesling.
- Rouges : Mazuela, Cabernet Sauvignon, Merlot, Tempranillo, Grenache Graciano, Syrah, Cabernet franc, Moristel, Parraleta, nom local du Graciano et Pinot noir.

#### Zone de production
La zone de production inclut les localités suivantes de la province de Huesca : Albalate de Cinca, Alcampell, Alfántega, Almunia de San Juan, Altorricón, Belver de Cinca, Binaced, Binéfar, Esplús, Fraga, Monzón, Osso-Almudáfar, Pueyo de Santa Cruz, San Esteban de Litera, Tamarite de Litera, Vencillón et Zaidín.

### Source
- Traduction des diverses appellations "Vino de la Tierra"